# Nicholas Spinelli
Nicholas Spinelli (* 11. Juni 2001 in Atri) ist ein italienischer Motorradrennfahrer.

## Statistik
- 2022 – CIV-Supersport-SSNG-Meister

### In der Supersport-Weltmeisterschaft
(Stand: Saisonende 2023)
| Saison | Team        | Motorrad           | Rennen | Siege | Zweiter | Dritter | Poles | Schn. Runden | Punkte | Ergebnis |
| ------ | ----------- | ------------------ | ------ | ----- | ------- | ------- | ----- | ------------ | ------ | -------- |
| 2022   | D34G Racing | Ducati Panigale V2 | 2      | –     | –       | –       | –     | –            | 1      | 36.      |
| 2023   | VFT Racing  | Yamaha YZF-R 6     | 18     | –     | 1       | –       | –     | –            | 74     | 14.      |
| Gesamt | Gesamt      | Gesamt             | 20     | 0     | 1       | 0       | 0     | 0            | 75     |          |

### In der Superbike-Weltmeisterschaft
(Stand: Saisonende 2024)
| Saison | Team         | Motorrad           | Rennen | Siege | Zweiter | Dritter | Poles | Schn. Runden | Punkte | Ergebnis |
| ------ | ------------ | ------------------ | ------ | ----- | ------- | ------- | ----- | ------------ | ------ | -------- |
| 2024   | Barni Racing | Ducati Panigale V4 | 3      | 1     | –       | –       | –     | –            | 25     | 19.      |
| Gesamt | Gesamt       | Gesamt             | 3      | 1     | 0       | 0       | 0     | 0            | 25     |          |